# Tetanops luridipennis
Tetanops luridipennis är en tvåvingeart som beskrevs av Friedrich Hermann Loew 1873. Tetanops luridipennis ingår i släktet Tetanops och familjen fläckflugor. Inga underarter finns listade i Catalogue of Life.